# Івановське (Большемурашкинський район)
Івановське (рос. Ивановское) — село в Большемурашкинському районі Нижньогородської області Російської Федерації.
Населення становить 271 особу. Входить до складу муніципального утворення Холязинська сільрада.

## Історія
Від 2009 року входить до складу муніципального утворення Холязинська сільрада.

## Населення
| 1999 | 2002 | 2010 |
| ---- | ---- | ---- |
| 316  | ↘314 | ↘271 |